# Abel B. Serratos
Abel B. Serratos fue un militar mexicano con idealismo villista que participó en la Revolución mexicana. Luchó con las fuerzas del general Francisco Villa, alcanzando el grado de general; fue nombrado gobernador de Guanajuato cuando el villismo dominaba la región. Fue hermano del también general Alfredo Serratos Amador. 